# Lancing
Lancing ist ein Dorf und eine Gemeinde (Civil Parish) im Adur District in West Sussex, England. Es liegt am westlichen Rand des Adur-Tales nahe der Stadt Shoreham-by-Sea. Die ältesten nicht kirchlichen Gebäude stammen aus dem 15. Jahrhundert.

## Tourismus
Mit seiner Lage im Adur-Tal nahe dem Ärmelkanal und der verschwiegenen Atmosphäre war Lancing im 19. Jahrhundert ein gern besuchtes Ferienziel des niederen Adels. Heutzutage hat Lancing aufgrund der wachsenden Bedeutung der umliegenden Seebäder (z. B. Brighton) kaum noch touristische Bedeutung. Dennoch kommen auch heute noch Besucher wegen des feinen Kiesstrandes, des flachen Wassers und der Salzwasserlagune Widewater nach Lancing. Darüber hinaus befindet sich im Norden das Gebiet Lancing Ring, das als Area of Outstanding Natural Beauty (deutsch: Gebiet herausragender natürlicher Schönheit) klassifiziert wurde, und der Nationalpark South Downs.

## Infrastruktur
Lancing wird vornehmlich über die Küstenstraße A259 versorgt. Im Osten der Gemeinde befindet sich der Shoreham Airport, der älteste kontinuierlich genutzte Flugplatz der Welt, der im Zweiten Weltkrieg als Basis der Royal Air Force diente.
Von 1849 bis zu deren Schließung 1965 war Lancing an die Bahnverbindung West Coastway Line angeschlossen.
Lancing war über lange Zeit durch landwirtschaftliche Nutzung geprägt. So gab es zahlreiche Baumschulen, die Obst und Gemüse sowie Pflanzen für das nahe gelegene Brighton, aber auch für London herstellten. Viele der ehemals landwirtschaftlich genutzten Flächen wurden später für die städtische Bebauung verwendet.
Im Gemeindeteil Sompting gibt es das Boundstone Community College, eine öffentliche, weiterführende Schule mit rund 1.100 Schülern. Zudem befindet sich etwas abgeschieden vom Hauptort die private Internatsschule Lancing College, dessen Wahrzeichen seine Kapelle ist, die die größte Schulkapelle der Welt ist. Schließlich gibt es in Lancing diverse Fußball- und Cricketvereine.

## Berühmte Söhne und Töchter der Gemeinde
Der Schriftsteller Ted Walker wurde 1934 in Lancing geboren und wuchs dort auf.
Koordinaten: 50° 49′ 54″ N, 0° 19′ 7″ W